# Чакон, Карме
Ка́рме Чако́н-и-Пике́рас (исп. Carme Chacón i Piqueras; 13 марта 1971, Эсплугес-де-Льобрегат, Каталония — 9 апреля 2017[…], Мадрид) — испанский государственный деятель. Член Социалистической партии Каталонии, министр обороны Испании (2008—2011) в кабинете Хосе Луиса Сапатеро.

## Биография
Родилась в семье Бальтасара Чакона, технического архитектора, и каталонского юриста Эстер Пикерас.
Получила юридическое образование в Барселонском университете. Также проходила обучение на четвёртом курсе Манчестерского университета, с 1994 по 1996 год — в докторантуре Барселонского автономного университета, но диссертацию не защитила. Затем более десяти лет работала профессором конституционного права Жиронского университета.
В 1994 году она вступила в ряды Социалистической партии Каталонии. В июне 1999 года она была избрана в городской совет родного города Эсплугес-дель-Льобрегат. В 1999—2003 годах занимала должность первого заместителя мэра по экономическим вопросам, кадрам и безопасности граждан.
Её политический опыт расширился в качестве наблюдателя ОБСЕ в международных конфликтах, таких как Босния и Герцеговина (1996) и Албания (1997). В июле 2000 года она была назначена секретарем по вопросам юстиции в Национальном исполнительном органе Партии социалистов Каталонии. На 35-м Федеральном конгрессе ИСРП она была избрана секретарем по вопросам образования, университетов, культуры и исследований. С этого момента считалась последовательной сторонницей и приближенной к Хосе Луису Сапатеро.
С 2000 по 2013 год избиралась в Конгресс депутатов, с 2004 по 2007 год — первый заместитель председателя Конгресса депутатов.
В июле 2007 года Карме Чакон сменила Марию Трухильо на посту министра жилищного строительства, занимала этот пост до апреля 2008 года. На этом посту объявила о начале государственной поддержки аренды жилья для молодых людей в возрасте от 22 до 30 лет на сумму 210 евро в месяц, к которой была добавлена беспроцентная ссуда в размере 600 евро для выплаты депозита с погашением через четыре года.
С апреля 2008 по декабрь 2011 года занимала должность министра обороны Испании, став первой женщиной на этом посту. Была назначена министром обороны, находясь на 7-м месяце беременности. После рождения ребёнка её функции министра обороны временно исполнял глава министерства внутренних дел Альфредо Перес Рубалькаба. В июне 2008 года она объявила о замене четырёх начальников штабов Вооруженных сил Испании.
На посту министра, среди прочего, на протяжении полугода председательствовала на заседаниях министров обороны ЕС, вывела испанские войска из Косово после провозглашения там независимости (не признанного Испанией) и заявила о намерении начать их вывод из Афганистана в 2012 году. В 2011 году Конгресс депутатов Испании принял закон о правах и обязанностях военнослужащих, получивший её имя.
После поражения ИСРП на парламентских выборах 2011 года выдвинула свою кандидатуру на пост генерального секретаря партии, однако на голосовании в феврале 2012 года уступила Альфредо Пересу Рубалькабе. После этого в августе 2013 года сложила полномочия, чтобы стать профессором Майами-Дейд-колледжа. С июля 2014 года занимала должность секретаря ИСРП по вопросам международных отношений.
На всеобщих выборах в Испании 2015 года вновь была избрана депутатом от округа Барселона. В апреле 2016 года публично заявила, что не будет повторно выдвигать свою кандидатуру, через 10 дней после объявления о проведении новых выборов из-за разногласий между парламентскими фракциями по поводу назначения премьер-министра.
Скончалась вследствие сердечного приступа.

## Личная жизнь
В 2007—2016 годах состояла в браке с журналистом Мигелем Барросо, статс-секретарём по вопросам коммуникации в правительстве Сапатеро. В 2011 году у них родился сын Мигель.

## Награды и звания
- Орден Карлоса III
- Великий офицер бельгийского ордена Короны